# Abono orgánico

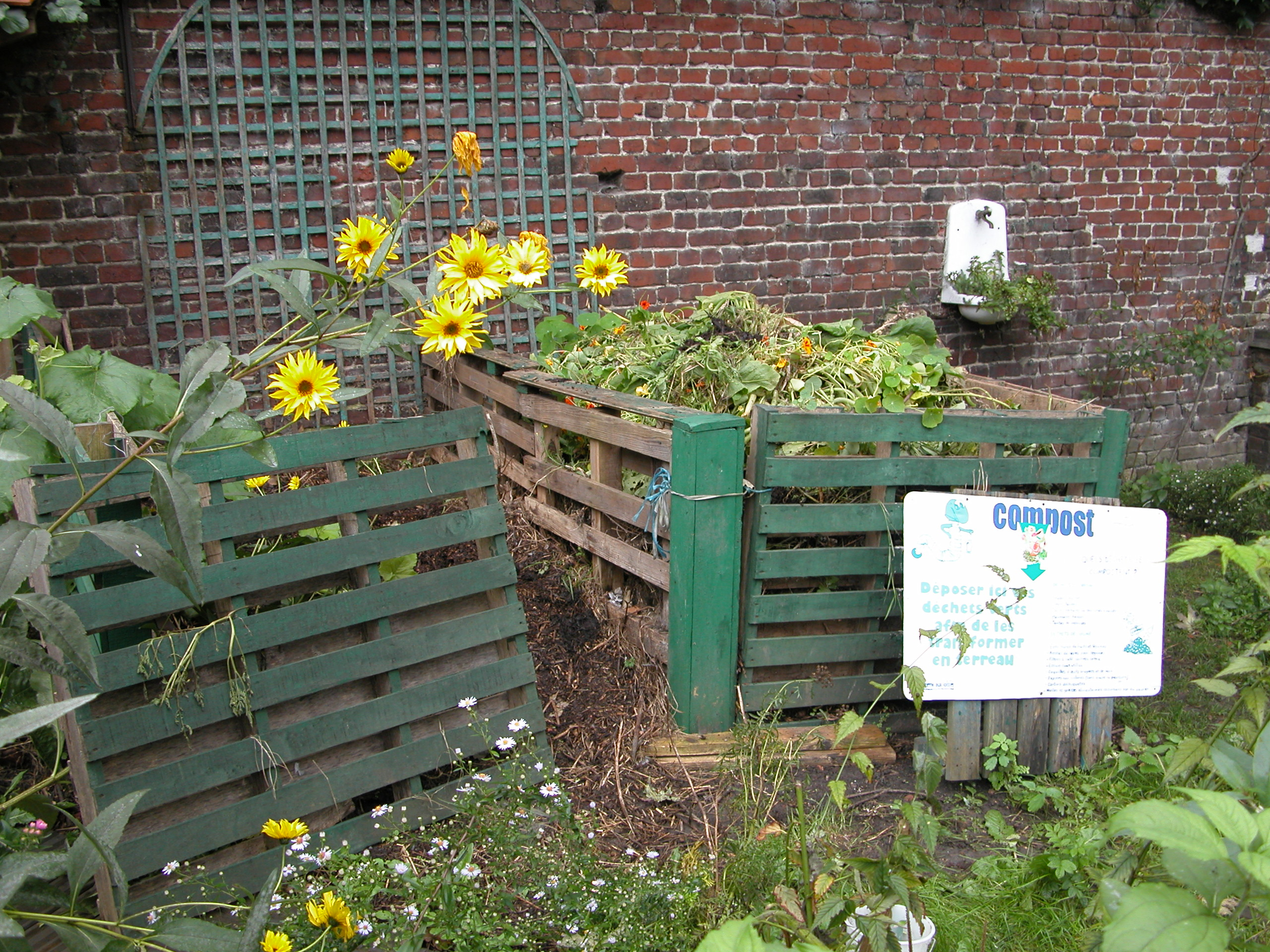
Compostaje doméstico

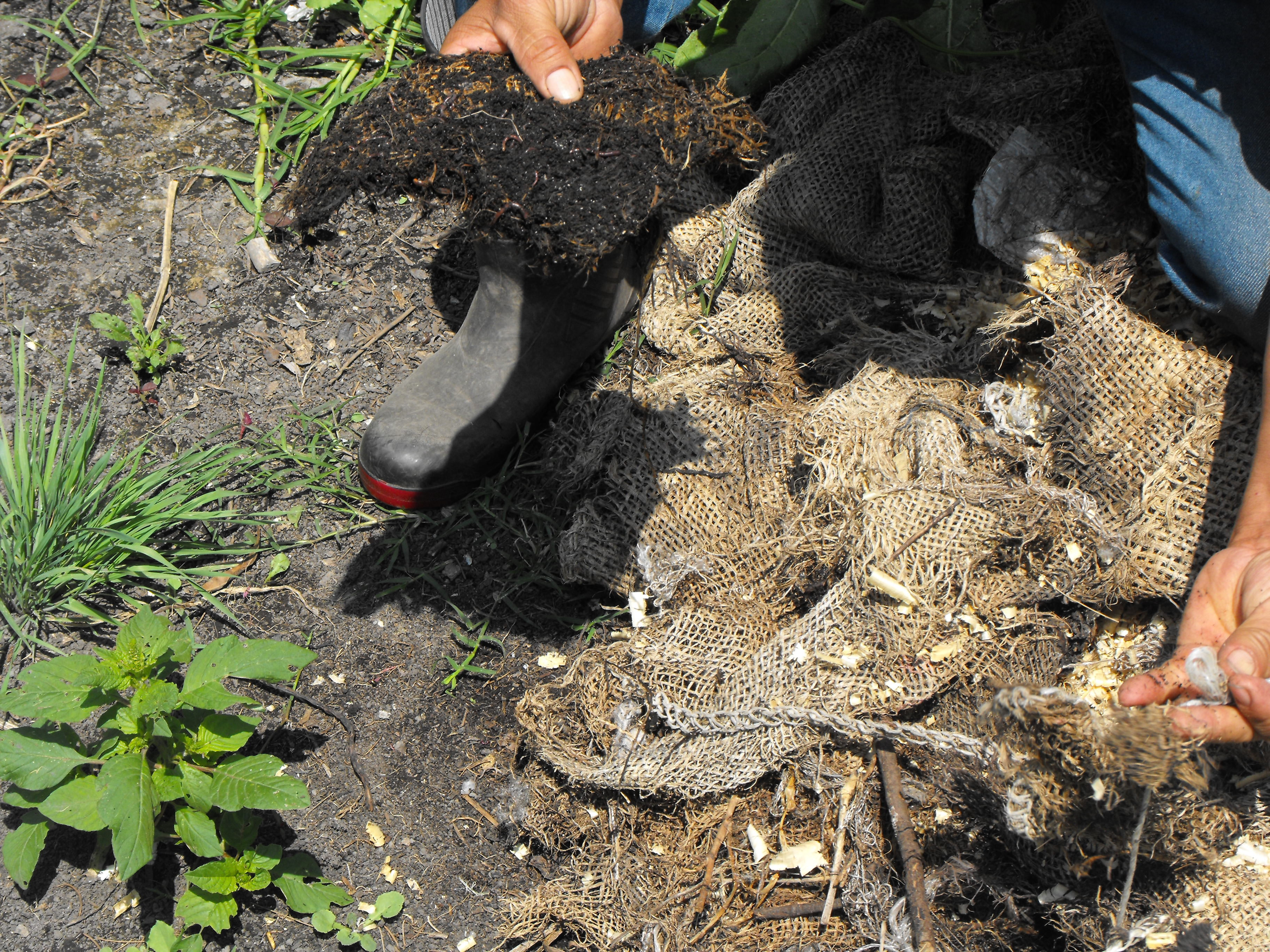
Abono orgánico y lombrices

Abono orgánico es el término usado para referirse a la mezcla de materiales que se obtienen de la degradación y mineralización de residuos orgánicos de origen animal, vegetal, de cosechas y de restos leñosos que se aplican a los suelos con el propósito de mejorar sus características químicas, físicas y biológicas, ya que aportan nutrientes que activan e incrementan la actividad microbiana de la tierra, son ricos en materia orgánica, energía y microorganismos y bajos en elementos inorgánicos.
Actualmente los fertilizantes inorgánicos o sales minerales suelen ser más baratos y con dosis más precisas y más concentrados. Sin embargo, salvo en cultivos hidropónicos, siempre es necesario añadir los abonos orgánicos para reponer la materia orgánica del suelo.
Los abonos orgánicos elevan la temperatura del suelo, favoreciendo la formación y desarrollo de raíces, y por lo tanto mejorando la nutrición de las plantas. La disminución de la materia orgánica en los suelos los vuelve fríos, lo que afecta sus características físicas, químicas y biológicas.
La creciente necesidad de aumentar los rendimientos de los cultivos para la alimentación, como la reducción del uso de agroquímicos potencialmente perjudiciales para la salud y el ambiente orientó las investigaciones a buscar tecnologías más amigables, reutilizando los residuos producidos por diversas actividades, ya sean agrícolas, forestales, industriales o domésticas, y obteniendo una producción de abonos orgánicos que sanean los efectos negativos ocasionados por el uso de fertilizantes sintéticos.
El abono orgánico suele de ser de gran uso para las plantas, ya que ayuda con su crecimiento y ajustes.

## Ventajas y desventajas

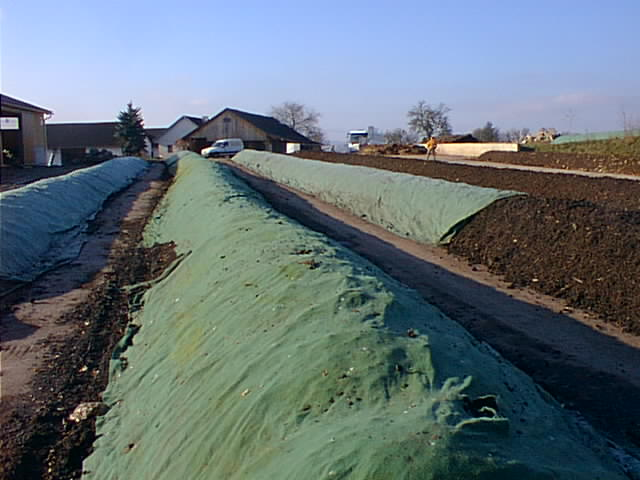
Producción a gran escala de composta.

Los fertilizantes orgánicos tienen las siguientes ventajas:
- Permiten aprovechar los residuos orgánicos.
- Aumentan la actividad microbiana del suelo.
- Recuperan la materia orgánica del suelo, favoreciendo la retención de nutrientes y permiten la fijación de carbono en el suelo, así como también mejoran la capacidad de absorber agua.
- Suelen necesitar menos energía para su elaboración.

También tienen algunas desventajas:
- Pueden ser fuentes de patógenos si no están adecuadamente tratados.

Actualmente el consumo de fertilizantes orgánicos está aumentando debido a la demanda de alimentos orgánicos y sanos para el consumo humano, y la concienciación en el cuidado del ecosistema y del medio ambiente.

## Tipos de abonos orgánicos
Existen varios tipos de abonos orgánicos, los cuales se diferencian por su  forma de preparación, materiales empleados, tiempo de elaboración y forma de aplicación. Estos pueden ser agrupados en tres grupos:

### Abonos sólidos
- Compost
- Humus de lombriz o lombricompost
- Bokashi

### Abonos líquidos
- De producción aeróbica (purín)
- De producción anaeróbica (biol)

### Abono verde
- Plantas (forrajeras, leguminosas, etc)

## Variedades
Hay bastante variedad de fertilizantes orgánicos, algunos apropiados incluso para hidroponía. También los hay de efecto lento (como el estiércol) o rápido (como la orina o las cenizas) o que combinan los dos efectos:
- Excrementos de animales: palomina, guano (murcielaguina), bosta, gallinaza.
  - Purines y estiércoles.
- Compost: De la descomposición de materia vegetal o desechos orgánicos.
- Humus de lombriz: Materia orgánica descompuesta por lombrices.
- Cenizas: Si proceden de madera, huesos de frutas u otro origen completamente orgánico, contienen mucho potasio y carecen de metales pesados y otros contaminantes. Sin embargo, tienen un pH muy alto y es mejor aplicarlos en pequeñas dosis o tratarlos previamente.
- Resaca: El sedimento de ríos. Solo se puede usar si el río no está contaminado.
- Lodos de depuradora: muy ricos en materia orgánica, pero es difícil controlar si contienen alguna sustancia perjudicial, como metales pesados, y en algunos sitios está prohibido usarlos para alimentos humanos. Se pueden usar en bosques.
- Abono verde: Cultivo vegetal, generalmente de leguminosas (como trébol, alfalfa, frijol, alfalfilla, etc.) o gramíneas (como avena, cebada, rye grass, etc.), que se cortan y dejan descomponer en el propio campo a fertilizar. Se recomienda utilizar mezclas de estos cultivos ya que mientras las leguminosas aportan nitrógeno, las gramíneas mejoran la calidad de la materia orgánica. Esta práctica también ayuda a mantener la humedad, restituye el fósforo y potasio, reduce la erosión y propicia la actividad microbiana del suelo.[5]
- Biol: Líquido resultante de la producción de biogás.

Hay otras formas de mejorar la fertilidad del suelo, aunque no se puedan denominar fertilización:
- El cultivo combinado con leguminosas, que aportan nitrógeno por una simbiosis con bacterias rizobios, o la azolla (planta acuática que fija nitrógeno) y el arroz
- La inoculación con micorrizas u otros microbios (Rhizobium, Azotobacter, Azospirillium, etcétera), que colaboran con la planta ayudando a conseguir nutrientes del suelo. Normalmente no es necesaria la inoculación porque aparecen espontáneamente.
- Dejar materia vegetal muerta, que sirve de mantillo que protege el suelo del sol y ayuda a mantener la humedad. Al final se descompone.